# 阿斯卡里清真寺
阿斯卡里清真寺或阿里·哈迪清真寺、金顶清真寺，全称为伊玛目阿里·哈迪与哈桑·阿斯卡里圣陵（‎），地处于距伊拉克首都巴格達125 公里外的萨迈拉，是一处伊斯兰教什叶派聖地。它於公元944年年修造，是什叶派最重要的清真寺之一。其著名的金顶及两座宣礼塔先后在2006年2月及2007年6月的袭击中被毁。
该寺因埋葬着什叶派十二伊玛目派第十任伊玛目阿里·哈迪及其子，第十一任伊玛目哈桑·阿斯卡里（被称为“两位阿斯卡里”）而得名，附近有纪念该派最后一任（第十二任）伊玛目穆罕默德·马赫迪·蒙塔扎尔的圣殿。阿里·哈迪的姐妹暨妻子、哈桑·阿斯卡里之母哈基玛可敦，也被埋葬在该清真寺中。
据美国时代周刊报道，在2006年的那次炸弹袭击中，“阿斯卡里清真寺是仅次于纳杰夫和卡尔巴拉的伊斯兰教什叶派圣地,在萨迈拉的逊尼派穆斯林中也享有崇高地位。”

## 歷史
伊玛目阿里·哈迪和哈桑·阿斯卡里在位于萨迈拉。

## 襲擊

### 2006年袭击
2006年2月22日上午6時55分(當地時間 0355 UTC) 清真寺發生爆炸，有效地毀壞了它的金色圓頂和嚴厲地損壞清真寺。幾個人穿著軍用制服，早上進入了清真寺，捆绑衛兵后组合炸藥, 造成爆炸。

## 外部連結
- 遇袭前後的阿里·哈迪清真寺 （页面存档备份，存于）
- 英國廣播公司圖片 （页面存档备份，存于）
- 英國廣播公司影片 （页面存档备份，存于）
- NYT picture 圖片 （页面存档备份，存于）